# 2015年の道路
2015年の道路（2015ねんのどうろ）とは、2015年（平成27年）に起こった道路関係の出来事をまとめたページである。
2014年の道路 - 2015年の道路 - 2016年の道路

## 出来事の一覧

### 1月
- 1日
  - （IC名称変更）  京釜高速道路 水原IC → 水原新葛IC[1]
- 31日
  - （開通）  伊良部大橋[2]

### 2月
- 1日
  - （開通）  国道497号 西九州自動車道 唐津伊万里道路 北波多IC - 南波多谷口IC (4.8 km)[3][4]
- 4日
  - （拡幅）  国道407号 東松山バイパス 埼玉県東松山市下野本 - あずま町 (1.2 km) (2車線→4車線)[5]
- 8日
  - （開通）  国道23号 中勢バイパス 三重県津市野田 - 高茶屋小森町 (6.0 km)[6]
- 15日
  - （開通）  中九州横断道路 大野竹田道路 大野IC - 朝地IC (6.3 km)[7][8]
- 16日
  - （火災・通行止め）  首都高速7号小松川線 小松川出入口付近の工事現場で11時7分頃火災が発生し、作業員2人が死亡、11人が軽傷を負った。塗装工事中にシンナーに引火したものと見られている[9]。この影響で同線の上り線は錦糸町出入口 - 京葉道路 篠崎IC間で翌17日まで通行止めとなり、下り線は26日まで両国JCT - 篠崎IC間で通行止めが続いた[10]。
- 21日
  - （SA・IC供用）  常磐自動車道 南相馬鹿島SA/スマートIC[11][12]
- 28日
  - （開通）  国道470号 能越自動車道 七尾氷見道路 灘浦IC  - 七尾大泊IC (7.1 km)[13]
  - （開通）  国道470号 能越自動車道 七尾氷見道路 七尾城山IC - 七尾IC (3.2 km)[13]
  - （開通）  国道192号 徳島南環状道路  上八万IC - 徳島県徳島市八万町橋北 (2.2 km)[14]
  - （開通）  国道55号 阿南安芸自動車道 大山道路 高知県安芸市河野 - 下山 (2.0 km)[15]
  - （開通）  中津日田道路 中津三光道路 伊藤田IC - 中津IC (2.9 km)[16][17]

### 3月
- 1日
  - （開通）  常磐自動車道  常磐富岡IC - 浪江IC (14.3 km)[18][19]
  - （PA供用）  常磐自動車道 ならはPA[11]
  - （IC供用）  北陸自動車道 高岡砺波スマートIC[20]
  - （IC供用）  東海北陸自動車道 南砺スマートIC[20]
  - （開通）  国道8号 入善黒部バイパス 富山県黒部市古御堂 - 魚津市江口 (7.3 km)[21]
  - （開通）  国道158号 中部縦貫自動車道 永平寺大野道路 松岡IC - 福井北IC/JCT (2.2 km)[22]
  - （拡幅）  国道1号 静清バイパス 鳥坂IC - 千代田上土IC (2.8 km) (2車線→4車線)[23]
  - （拡幅）  国道1号 静清バイパス 羽鳥IC - 牧ヶ谷IC (0.5 km) (2車線→4車線)[23]
  - （IC供用）  国道1号 静清バイパス 羽鳥IC[23]
  - （IC供用）  国道1号 静清バイパス 牧ヶ谷IC[23]
  - （開通）  東九州自動車道 豊前IC - 宇佐IC (21.1 km)[24][25]
- 3日
  - （拡幅）  国道506号 那覇空港自動車道 豊見城東道路 豊見城・名嘉地IC - 豊見城IC (2.7 km) (2車線→4車線)[26]
- 7日
  - （開通）  首都高速中央環状線 大井JCT - 大橋JCT (9.4 km)[27]
  - （IC供用）  中央自動車道 府中スマートIC[28]
  - （開通）  国道1号 北勢バイパス 三重県四日市市垂坂町 - 四日市市道日永八郷線 (1.4 km)[29]
  - （開通）  国道3号 南九州西回り自動車道 川内隈之城道路 薩摩川内高江IC - 薩摩川内都IC (6.7 km)[30][31]
- 8日
  - （開通）  国道468号 首都圏中央連絡自動車道 寒川北IC - 海老名JCT (4.5 km)[32]
- 14日
  - （開通）  国道278号 函館新外環状道路 空港道路 函館IC - 赤川IC (2.4 km)[33]
  - （開通）  山陰自動車道 仁摩温泉津道路 仁摩・石見銀山IC - 湯里IC (5.9 km)[34]
  - （開通）  山陰自動車道 浜田三隅道路 原井IC - 西村IC (8.1 km)[35]
  - （開通）  徳島自動車道 鳴門JCT - 徳島IC (10.9 km)[36]
  - （開通）  国道497号 西九州自動車道 伊万里松浦道路 山代久原IC - 今福IC (5.5 km)[37][38]
- 15日
  - （開通）  国道236号 帯広広尾自動車道 中札内大樹道路 更別IC - 忠類大樹IC (16.7 km)[39]
  - （開通）  国道473号 岡崎額田バイパス 愛知県岡崎市本宿町 - 樫山町 (3.6 km)[40][41]
  - （開通）  国道375号 東広島呉自動車道 東広島・呉道路 馬木IC - 黒瀬IC (8.8 km)[42]
- 21日
  - （開通）  国道24号 京奈和自動車道 大和御所道路 御所IC - 御所南IC (2.5 km)[43][44]
  - （開通）  国道33号 松山外環状道路 インター線 市坪IC - 余戸南IC (1.8 km)[45]
  - （開通）  国道56号 宇和島道路 津島高田IC - 津島岩松IC (3.5 km)[46]
  - （開通）  東九州自動車道 佐伯IC - 蒲江IC (20.4 km)[47]
- 22日
  - （開通）  国道24号 京奈和自動車道 大和御所道路 郡山下ツ道JCT - 郡山南IC (1.6 km)[48][44]
  - （開通）  尾道自動車道 世羅IC - 吉舎IC (20.4 km)[49]
  - （開通）  国道55号 高知東部自動車道 高知南国道路 高知南IC - なんこく南IC (4.7 km)[50]
- 26日 - 27日
  - （拡幅）  新4号国道 春日部古河バイパス 埼玉県春日部市 - 茨城県古河市 (17.3 km) (2車線→4車線)[51]
- 28日
  - （開通）  国道24号 橿原バイパス 奈良県磯城郡川西町結崎 - 田原本町保津西 (3.5 km)[48][44]
  - （IC供用）  国道24号 京奈和自動車道 大和御所道路 三宅IC[48][44]
  - （開通）  国道191号 下関西道路 下関北バイパス 山口県下関市汐入町 - 安岡駅前 (5.8 km)[52]
  - （開通）  国道3号 熊本北バイパス 熊本県熊本市北区四方寄町 - 合志市須屋 (1.8 km)[53]
- 29日
  - （開通）  道東自動車道 浦幌IC - 白糠IC (26.0 km)[54]
  - （開通）  国道468号 首都圏中央連絡自動車道 久喜白岡JCT - 境古河IC (19.6 km)[55]
  - （IC供用）  首都高速中央環状線 王子南出入口[56]
  - （IC供用）  国道468号 首都圏中央連絡自動車道 相模原IC[57]
  - （開通）  国道8号・国道303号 塩津バイパス1工区 (0.9 km)[58]
  - （開通）  国道2号 倉敷福山道路 玉島笠岡道路 玉島西IC - 浅口金光IC (4.5 km)[59]
  - （フルJCT化）  近畿自動車道・阪神高速14号松原線 松原JCT[60]
  - （IC供用）  阪神高速4号湾岸線 三宝出入口 （関西空港方面入口）[60]
  - （開通）  国道11号 大内白鳥バイパス 香川県東かがわ市白鳥 - 川東 (2.1 km)[61]
  - （開通）  国道3号 南九州西回り自動車道 出水阿久根道路 阿久根北IC - 阿久根IC (4.2 km)[30]
- 30日
  - （拡幅）  国道45号 三陸自動車道 仙台松島道路 松島北IC - 鳴瀬奥松島IC (6.8 km) (2車線→4車線)[62][63]

### 4月
- 14日
  - （無料開放）  流山有料道路 全線 (0.5 km)[64]
- 29日
  - （開通）  国道218号 九州中央自動車道 北方延岡道路 蔵田交差点 - 北方IC (4.6 km)[65]

### 6月
- 7日
  - （開通）  国道468号 首都圏中央連絡自動車道 神崎IC - 大栄JCT (9.7 km)[66][67]
- 28日
  - （PA供用）  紀勢自動車道 紀北PA[68]
- 30日
  - （開通）  平沢-堤川高速道路 東忠州IC - 堤川JCT (23.9 km)[69]

### 7月
- 12日
  - （開通）  紀勢自動車道 南紀田辺IC - 南紀白浜IC (14.4 km)[70][71]
- 18日
  - （開通）  国道478号 京都縦貫自動車道 丹波綾部道路 京丹波わちIC - 丹波IC (18.9 km)[72]
- 30日
  - （拡幅）  京釜高速道路 板橋JCT - 良才IC (7.5 km) (8車線→10車線)[73]

### 8月
- 8日
  - （IC供用）  道央自動車道 砂川SAスマートIC[74]
- 9日
  - （開通）  湖北省興山県で三峡水上道路が開通[75]。
- 10日
  - （PA供用）  国道468号 首都圏中央連絡自動車道 高滝湖PA 外回り[76]
- 11日
  - （IC移転）  88オリンピック高速道路居昌IC移転[77]。
- 24日
  - （長期間閉鎖）  首都高速中央環状線・内回り 小菅出口 （同線（内回り）・堀切JCT - 小菅JCT間 (560 m) の4車線化拡幅工事のため、2017年（平成29年）6月までの予定。）[78][79]
- 30日
  - （開通）  紀勢自動車道 南紀白浜IC - すさみ南IC (24.9 km)[80]

### 9月
- 6日
  - （開通）  国道121号 会津縦貫北道路 湯川南IC - 会津若松北IC (3.0 km)[81]
- 11日
  - （拡幅）  国道1号 袋井バイパス 静岡県袋井市国本 - 堀越 (2.5 km) (2車線→4車線)[82]
- 12日
  - （開通）  国道24号 京奈和自動車道 紀北西道路 紀の川IC - 岩出根来IC (5.7 km)[83]
  - （開通）  国道26号 第二阪和国道 和歌山岬道路 平井ランプ - 大谷ランプ (1.8 km)[83]
- 13日
  - （開通）  国道42号 那智勝浦新宮道路 那智勝浦IC - 市屋 (6.3 km)[84]
- 18日
  - （拡幅）  国道168号 王寺道路 奈良県北葛城郡王寺町畠田4丁目 - 本町1丁目 (0.36 km) (2車線→4車線)[85]
- 26日
  - （IC供用）  中国自動車道 夢前スマートIC[86]

### 10月
- 4日
  - （IC供用）  国道45号 三陸自動車道 矢本石巻道路 石巻女川IC[87]
  - （拡幅）  国道45号 三陸自動車道 矢本石巻道路 鳴瀬奥松島IC - 石巻河南IC (12.4 km) (2車線→4車線)[88]
- 5日
  - （拡幅）  国道41号 高山国府バイパス 岐阜県高山市冬頭町 - 上切町（中部縦貫自動車道高山IC） (2.1 km) (2車線→4車線)[89]
- 18日
  - （開通）  国道7号 日本海沿岸東北自動車道 象潟仁賀保道路 象潟IC - 金浦IC (6.8 km)[90]
- 31日
  - （開通）  国道468号 首都圏中央連絡自動車道 桶川北本IC - 白岡菖蒲IC (10.8 km)[91]
  - （無料開放） 国道16号 八王子バイパス 全線 (4.5 km)[92][93]
  - （拡幅）  国道17号 上尾道路 宮前IC - 埼玉県桶川市川田谷 (5.4 km) (2車線→4車線)[94]

### 11月
- 8日
  - （開通）  十勝オホーツク自動車道 訓子府IC - 北見西IC (12.0 km)[95]
  - （開通）  国道47号 新庄酒田道路 新庄古口道路 山形県新庄市大字本合海 - 大字升形 (2.4 km)[96]
  - （PA供用）  国道470号 能越自動車道 七尾氷見道路 能越県境PA（石動山側）・能越県境PA（仏島側）[97]
- 14日
  - （開通）  国道47号 新庄酒田道路 余目酒田道路 山形県酒田市新堀 - 東町 (5.9 km)[96]
  - （IC供用）  日本海東北自動車道・余目酒田道路 酒田中央IC[96]
- 29日
  - （開通）  国道45号 三陸自動車道 吉浜道路 三陸IC - 吉浜IC (3.6 km)[98]

### 12月
- 5日
  - （開通）  釜石自動車道 宮守IC - 遠野IC (9.0 km)[99]
- 19日
  - （開通）  国道3号 南九州西回り自動車道 出水阿久根道路 野田IC - 阿久根北IC (4.0 km)[100]
- 20日
  - （IC供用）  関越自動車道 上里スマートIC[101]
- 22日
  - （拡幅・移設・路線名称改称）  88オリンピック高速道路→光州-大邱高速道路 潭陽IC付近 - 東高霊IC (154.4 km→142.7 km) (2車線→4車線) これにより、韓国から2車線の高速道路がなくなる[102][103][104]。
  - （裁判）  横浜地裁は笹子トンネル天井板落下事故で死亡した5人の遺族から提起されていた損害賠償請求訴訟において中日本高速道路と中日本ハイウェイ・エンジニアリング東京の過失を認め合計4億4千万円の支払いを命じる判決を言い渡した[105]。
- 23日
  - （拡幅）  西海岸高速道路 牧甘IC - 日直JCT (3.7 km) (8車線→10車線)[106]
  - （事故）  千葉県君津市の国道410号松丘隧道で内壁のモルタル23.5トンが落下。通行車両はなく死傷者はなかった[107]。
- 25日
  - （付加車線設置）  中央自動車道 三鷹BS - 調布IC 上り線 (3 km) (2車線→3車線)[108]
- 29日
  - （開通）  東海高速道路 蔚山IC - 南慶州IC (22.8 km)、東慶州IC - 文徳IC (19.4 km)[109]